# SAP Center
El SAP Center at San Jose (también conocido como San Jose Arena, Compaq Center at San Jose y HP Pavilion at San Jose) es un pabellón deportivo, ubicado en 525 West Santa Clara Street, en San José, California, Estados Unidos.
La arena también es comúnmente llamado el "Tanque de Tiburones", lo cual proviene de su inquilino principal, los San Jose Sharks de la Liga Nacional de Hockey.
Desde 1994 hasta 2013, fue sede del Torneo de San José de tenis. Los Golden State Warriors de la NBA jugaron allí en la temporada 1996/97. También fue sede del Partido de las Estrellas de la NHL de 1997, el Campeonato Femenino de Baloncesto de la NCAA de 1999 y los combates de artes marciales mixtas UFC 139 y Bellator MMA & Glory: Dynamite 1.

## Historia

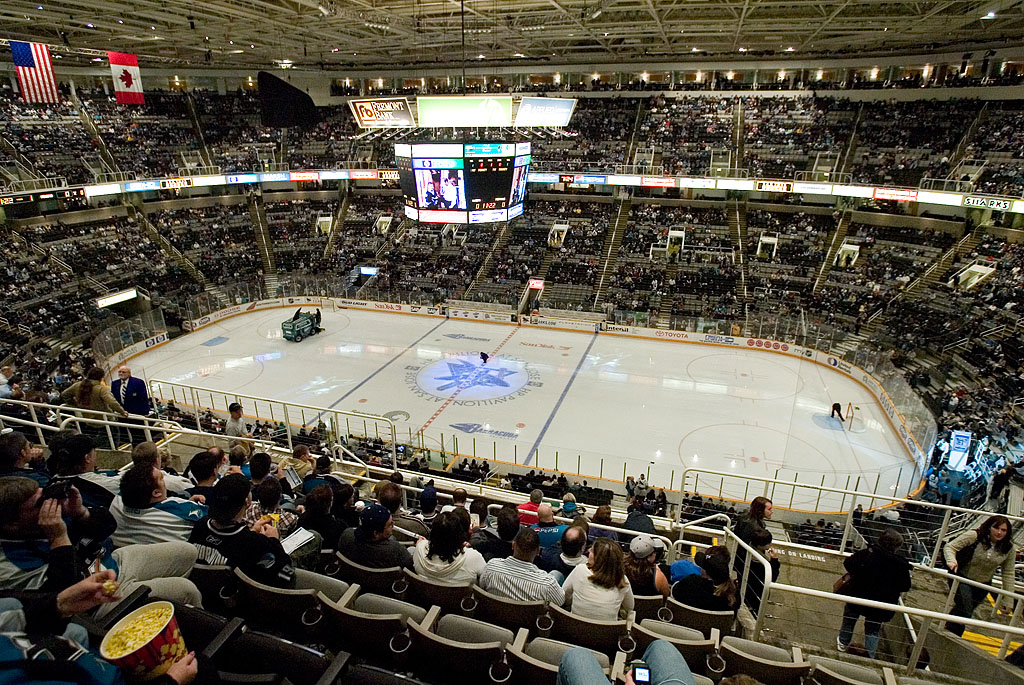
Interior de la arena.

La arena abrió sus puertas en 1993 como San Jose Arena. En 2001, los derechos del nombre fueron vendidos a Compaq, y se convirtió en el Compaq Center at San Jose, el identificador geográfico era necesario porque en ese momento, hubo un Compaq Center en Houston. Después de que HP compró Compaq en 2002, la compañía optó por el nombre de HP Pavilion, un apodo dado a la sede de uno de los modelos informáticos prevalentes de HP.

## Aforo
SAP Center alberga un promedio de 190 eventos al año, incluyendo muchos eventos no deportivos. En 2006, el SAP Center vendido más boletos para eventos no deportivos de cualquier lugar en el oeste de Estados Unidos, y el total cuarta más alta del mundo, después del Madison Square Garden en Nueva York , el Manchester Evening News Arena en Mánchester, y el Air Canada Centre de Toronto.